# منوکینی

تصویری از پگی مافیت، درحالی که منوکینی گرنریچ برتن دارد.

منوکینی (به انگلیسی: monokini) یا گاهی یونیکینی (یا بیکینی یک‌تکه)، نوعی لباس زنانه یک‌تکه است که در حقیقت شامل بخش پایینی بیکینی است و سینه‌ها را پوشش نمی‌دهد. این لباس بیشتر به عنوان لباس شنای بدون بالاتنه مورد استفاده قرار می‌گیرد.

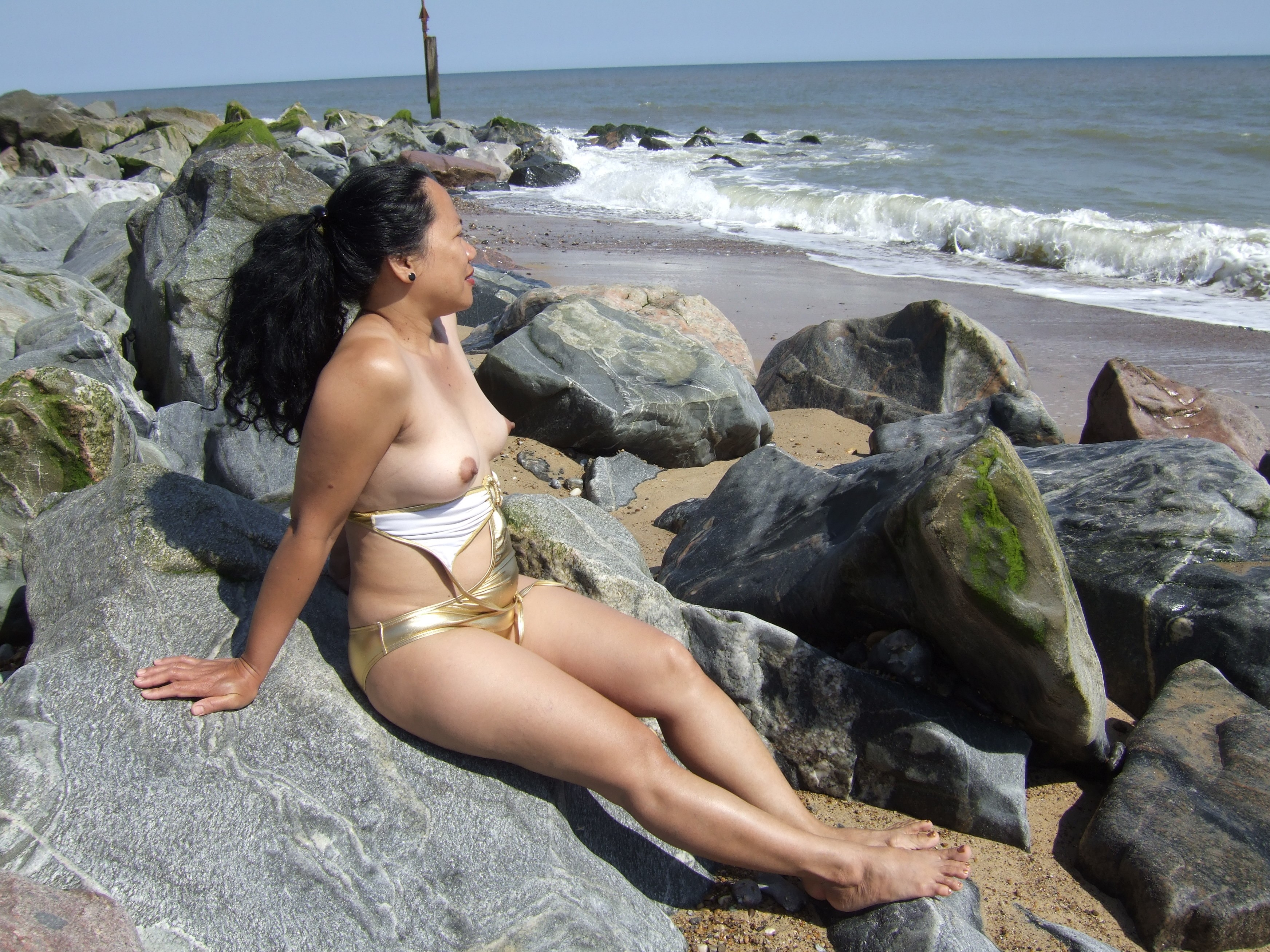